# Batou
Batou är en ort i Komorerna.   Den ligger i distriktet Grande Comore, i den nordvästra delen av landet, 25 km norr om huvudstaden Moroni. Batou ligger 924 meter över havet och antalet invånare är 562. Den ligger på ön Grande Comore.
Terrängen runt Batou är huvudsakligen kuperad, men västerut är den bergig. En vik av havet är nära Batou österut.  Närmaste större samhälle är Mbéni, 2,2 km öster om Batou. 